# Mandra-Idilia
Mandra-Idilia (gr. Δήμος Μάνδρας-Ειδυλλίας, Dimos Mandras-Idilias) – gmina w Grecji, w administracji zdecentralizowanej Attyka, w regionie Attyka, w jednostce regionalnej Attyka Zachodnia. Siedzibą gminy jest Mandra. W 2011 roku liczyła 17 885 mieszkańców. Powstała 1 stycznia 2011 roku w wyniku połączenia dotychczasowych gmin: Mandra, Wilia i Eritres oraz wspólnoty Inoi.